# Serqueux (Senna Marittima)
Serqueux è un comune francese di 1 051 abitanti situato nel dipartimento della Senna Marittima nella regione della Normandia.

## Società

### Evoluzione demografica
Abitanti censiti